# 상임경당
상임경당(上臨鏡堂)은 대한민국 강원특별자치도 강릉시 성산면 금산리에 있는, 임경당 김열의 덕을 기리고자 후손들이 지은 별당건축물이다. 1976년 6월 17일 강원특별자치도의 유형문화재 제55호로 지정되었다.

## 개요
임경당 김열의 덕을 기리고자 후손들이 지은 별당건축으로, 임경당(강원도 유형문화재 제46호)보다는 높은 산세를 배경으로 위치하고 있다.
임경당보다 규모가 조금 작은 앞면 3칸·옆면 2칸 규모이며, 지붕 옆면이 여덟 팔(八)자 모양인 팔작지붕집이다. 1칸 규모의 대청과 1칸의 온돌방으로 되어있다. 앞면 가운데의 2기둥은 원기둥이고, 양 옆의 기둥은 4각기둥으로 이루어졌다.
건물 안에는 친하게 지내던 율곡 이이가 김열에게 선물로 지어준 '호송설(護松說)'을 새긴 현판과 유당 김노경이 쓴 '임경당(臨鏡堂)'현판이 걸려있다.

## 같이 보기
- 임경당

## 참고 문헌
- 상임경당 - 국가유산청 국가유산포털